# SYNOP
SYNOP (Surface synoptic observations, ossia "osservazioni sinottiche di superficie") è un codice numerico (chiamato FM-12 dall'OMM), usato per riferire osservazioni meteorologiche da parte delle stazioni meteorologiche, sia presidiate sia automatiche.
I rapporti SYNOP, spesso, sono inviati ogni sei, ogni tre oppure ogni ora, attraverso le onde corte. Questi rapporti consistono in gruppi di numeri e barre, in cui si descrive lo stato del tempo nella stazione, inclusi i dati di temperatura, pressione atmosferica e visibilità.

## Formato del messaggio
Questo è un esempio della struttura generale di un messaggio SYNOP. I numeri mostrati sono fissi (indicatori di gruppo); i numeri sostituiti con una x contengono l'informazione sul tempo meteorologico.
```
xxxxx xxxxx 99xxx xxxxx xxxxx xxxxx 00xxx 1xxxx 2xxxx 3xxxx 4xxxx 5xxxx
6xxxx 7xxxx 8xxxx 9xxxx 222xx 0xxxx 1xxxx 2xxxx 3xxxx 4xxxx 5xxxx 6xxxx
70xxx 8xxxx
333 0xxxx 1xxxx 2xxxx 3xxxx 4xxxx 5xxxx xxxxx 6xxxx 7xxxx 8xxxx 9xxxx
```

Esempio
Rapporto SYNOP della Stazione Mar del Plata Aero, Argentina, del giorno 25 ottobre 2007, ore 03 UTC.
AAXX 25034 87692 42960 02313 10146 20132 30061 40086 57025
Codificazioni:
- 25034
  - 25 giorno del mese.
  - 03 ora UTC.
  - 4 indicazione dell'unità di misura usata per la velocità del vento, ottenuta dall'anemometro in nodi (0 o 1 per m/s)
- 87692
  - 87 n. di regione geografica della stazione (Argentina).
  - 692 n. della stazione Mar del Plata Aero.
- 42960
  - 4 non c'è presenza di fenomeni significativi nell'ambiente.
  - 2 stazione dotata di personale, senza fenomeni significativi.
  - 9 altezza al suolo dalla base della nube più bassa osservata. Non c'è presenza di nubi basse.
  - 60 visibilità. 60 = 10 km.
- 02313
  - 0 copertura nuvolosa totale. 0 = 0 ottavi di cielo coperto, cielo limpido.
  - 23 direzione del vento. 23 = SO.
  - 13 velocità del vento in nodi. 13 kn = 24 km/h.
- 10146
  - 1 n. fisso.
  - 0 temperatura positiva, sopra 0 °C
  - 146 temperatura osservata dell'aria. 146 = 14,6 °C
- 20132
  - 2 n. fisso.
  - 0 temperatura positiva, sopra 0 °C
  - 132 temperatura osservata del punto di rugiada. 132 = 13,2 °C
- 30061
  - 3 n. fisso.
  - 0061' pressione al livello della stazione. 0061 = 1 006,1 hPa.
- 40086
  - 4 n. fisso.
  - 0086 pressione al livello del mare. 0086 = 1 008,6 hPa.
- 57025
  - 5 n. fisso.
  - 7 tendenza della pressione atmosferica. 7 = in discesa.
  - 025 valore di variazione atmosferica rispetto a tre ore fa.